# Light Cannons

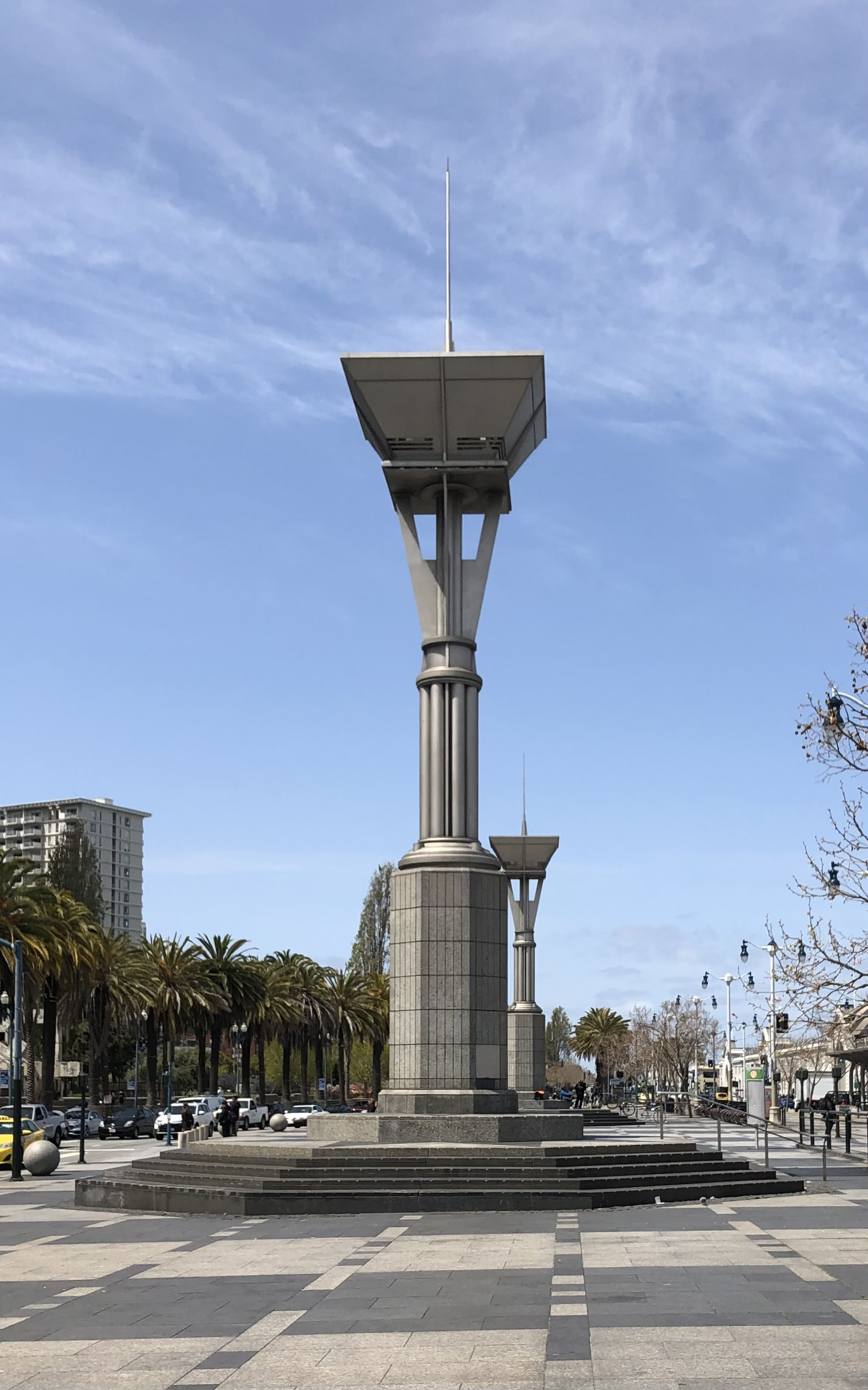
Light Cannons, Blick von Südosten, 2023

Als die Light Cannons (deutsch Lichtkanonen) werden zwei Straßenleuchten in San Francisco, Kalifornien bezeichnet.

## Lage
Sie stehen im Hafen von San Francisco auf der Harry Bridges Plaza, landseitig westlich vor dem Ferry Building.

## Gestaltung und Geschichte
Die beiden Leuchten wurden von der ROMA Design Group entworfen und im Zuge einer Umgestaltung des Gesamtareals errichtet. Sie haben jeweils eine Höhe von ungefähr 20 Metern und dominieren optisch die Harry Bridges Plaza. Die turmartigen Leuchten stehen von Südosten nach Nordwesten angeordnet in einem Abstand von etwa 60 Metern zueinander und wurden aus Edel- und Baustahl sowie Beton erstellt. Sie sind in der Lage, nachts zwei säulenartige Lichtstrahlen auszusenden.